# Uluburuni hajóroncs
Az uluburuni hajóroncs egy késő bronzkori hajóroncs.

## Fekvése
Az uluburuni hajóroncs Törökországban található, 50 méterrel Uluburun keleti partjától és 9,7 km-re délkeletre a törökországi Kaştól, 44 m  és 52 m  mélység

## Története

Az uluburuni hajó megtalálási helye a térképen

A hajóroncsot 1982 nyarán a Yalıkavakból, egy Bodrum melletti faluból való Mehmed Çakir nevű helyi szivacsbúvár fedezte fel a törökországi Uluburun (Grand Cape) keleti partjának közelében a Földközi-tengerben. Az elsüllyedt hajó származási idejét a Kr.e. 14. század végére datálták.
Az Institute of Nautical Archaeology (INA) kutatócsoportja gyakran konzultált török szivacsbúvárokkal arról, hogyan lehet azonosítani az ősi roncsokat, miközben szivacsok után merültek. A Çakir által felfedezett hajóroncs arra ösztönözte Oğuz Alpözent, a Bodrumi Vízalatti Régészeti Múzeum igazgatóját, hogy küldjön ki egy ellenőrző csoportot a múzeumból és az INA régészeiből a roncs helyének felkutatására. Az ellenőrző csoport több réztömböt is talált az Uluburun partjától mindössze 50 méterre. 
A hajón lévő rakományból származó bizonyítékok alapján feltételezhető, hogy a hajó ciprusi vagy szír-palesztin kikötőből indult útjára és kétségtelenül a Ciprustól nyugatra fekvő régióba hajózott, de végső céljára csak a fedélzeten szállított típusoknak megfelelő tárgyak elosztásából lehet következtetni. A feltételezések szerint a hajó célállomása valamelyik Égei-tengeren lévő kikötő volt. Lehetséges úticéljának Rodoszt, az Égei-tenger akkoriban fontos újraelosztási központját feltételezték. A hajóroncs feltárói szerint a hajó valószínű végállomása az egyik mükénéi palota lehetett, Görögország szárazföldjén. 
Peter Kuniholmot, a Cornell Egyetem munkatársát bízták meg a dendrokronológiai kormeghatározással a hajó abszolút korának meghatározására. Az első bizonytalan kormeghatározási kísérlet után több növényi anyagmintán a lelőhelyről származó radiokarbon kormeghatározási tesztet is elvégeztek. A hajó elsüllyedésének legvalószínűbb dátumát végül 1320 ± 15 évre kerekítették. 
A hajón talált kerámia bizonyítékok alapján úgy tűnik, hogy a hajó az Amarna-korszak vége felé süllyedhetett el, vagyis a fedélzetén talált egyedi arany szkarabeusz - mint bizonyíték - miatt nem süllyedhetett el Nofertiti ideje előtt. Egyelőre elfogadottá vált az a következtetés, hogy a hajó a Kr.e. 14. század végén süllyedhetett el.
A hajó fedélzetén található tárgyak eredete földrajzilag Észak-Európától Afrikáig, nyugatra Szicíliáig és Szardíniáig, keleten pedig Mezopotámiáig terjed. Úgy tűnik, hogy kilenc vagy tíz kultúra termékei lehetnek. Ezek a bizonyítékok arra utalnak, hogy a késő bronzkori Égei-tenger a nemzetközi kereskedelem központja volt. 
Különböző tudósok rekonstrukciója szerint az uluburuni hajóroncs története a késő bronzkori Földközi-tenger virágzó kereskedelmi tengeri hálózatát mutatja be. Jelen esetben luxuscikkek, királyi ajándékok és alapanyagok hatalmas vegyes rakománya. A leletek alapján azt feltételezték, hogy a mükénéi tisztviselők is a fedélzeten utazhattak az ajándékokat kísérve.

## A hajó leírása

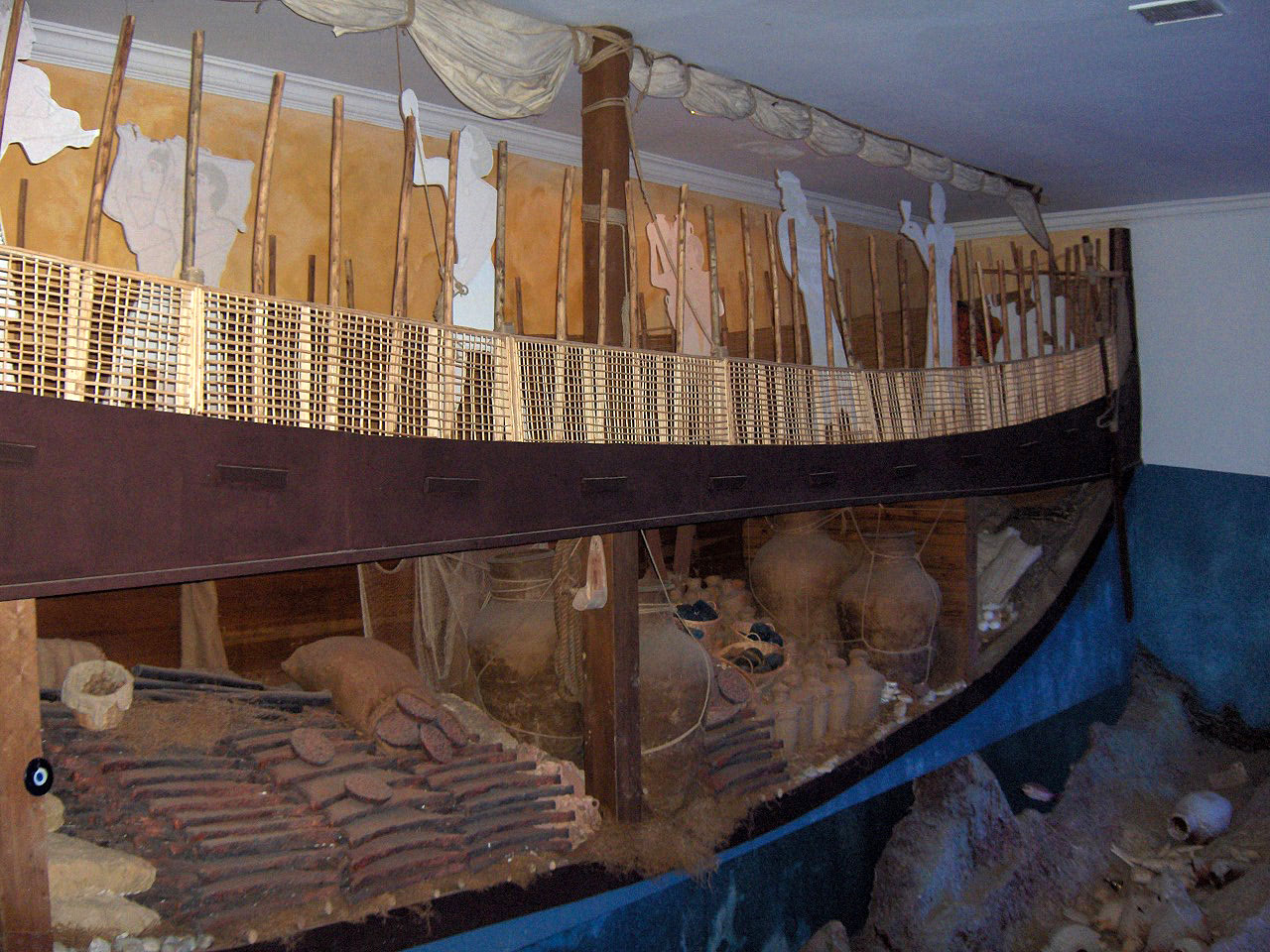
Az uluburuni hajóroncs leleteinek egy része a bodrumi várban

A roncsok és a szétszóródott rakomány eloszlása azt mutatja, hogy a hajó 15 és 16 méter közötti hosszúságú, a későbbi évszázadok görög-római hajóihoz hasonló 
volt, a  hajógerinc kezdetlegesnek tűnik, talán inkább egy gerinc deszka, mint a hagyományos értelemben vett gerinc. A hajót és gerincét is libanoni cédrus- és tölgyfa deszkákból építették. A libanoni cédrus Libanon hegyvidékein, Dél-Törökországban és Közép-Cipruson őshonos. A hajón 24 kőhorgony volt. A kő az Égei-tenger vidékén szinte teljesen ismeretlen típusú, de gyakran beépítették Szíria-Palesztina és Ciprus templomaiba. Bozótfa és botok szolgáltak üregként, hogy megvédjék a hajó deszkáját a fémrudaktól és más nehéz rakománytól.

## A hajó rakománya
A hajó rakománya nagyrészt olyan nyersanyagokból állt, amelyek kereskedelmi cikkek voltak és amelyeket a hajó felfedezése előtt elsősorban ókori szövegekből vagy egyiptomi sírfestményekből ismertek. A rakomány megfelelt az egyiptomi El-Amarnában talált amarna-levelekben felsorolt királyi ajándékoknak .

### Réz és ón tuskó
Nyers réz rakománya összesen tíz tonnányi, összesen 354 "ökörbőr tuskó típusú" (téglalap alakú, minden sarkából kinyúló fogantyúból) álló tuskóból állt.

### 121 réz zsemle és ovális alakú tuskó

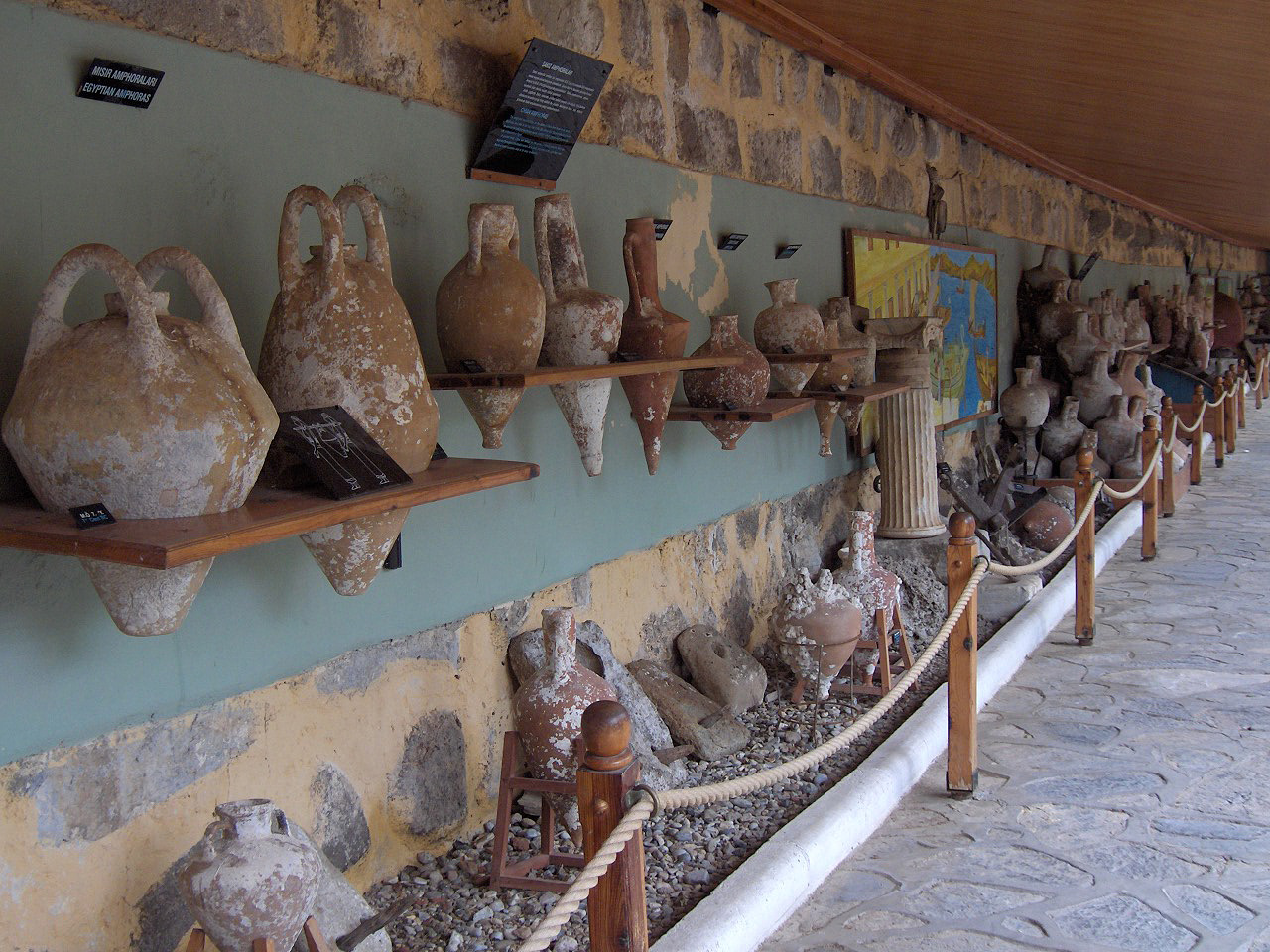
A hajóroncson talált edények gyűjteménye a bodruni erődvár múzeumában

Az ökörbőr rúdakat eredetileg 4 különálló sorban helyezték el a hajó rakterében, amelyek a hajó elsüllyedése után vagy lecsúsztak a lejtőn, vagy elmozdultak, amikor a hajótest megrekedt a rakomány súlya alatt.
Az ólom - izotóp-analízis azt mutatja, hogy a réz nagy része vagy egésze Ciprusról származik.
Egy tonna ónból rézzel ötvözve körülbelül 11 tonna bronz keletkezne.
A bádogrudak ökörbőr és zsemle alakúak voltak.
2022-ben kiderült, hogy az ón egyharmada az üzbegisztáni Mušiston bányából származik. A másik rész valószínűleg a törökországi [Szardínia Torosz-hegységben található Kestel-bányából származott. A tömbök korrózióval voltak szennyezettek. Más, a Földközi-tenger keleti térségéből származó óningottól eltérően azonban nem illeszkednek a cornwalli ón profiljához, és általában a szardíniai ércekhez hasonlítják őket. Az újabb kutatások vitatták ezeket az eredményeket. 
Legalább 149 kánaáni tégely (széles körben megtalálható Görögországban, Cipruson, Szíria-Palesztinában és Egyiptomban).
Az üvegeket az északi típusúak közé sorolják, és valószínűleg valahol a mai Izrael északi részén készültek.
Egy tégely üveggyöngyökkel, sok olívabogyóval volt megtöltve, de a többség a pistacia (terebinth) gyanta néven ismert anyagot, a terpentin ősi fajtáját tartalmazta.
A 18. dinasztia idején, Tel el Amarna lelőhelyéről származó kánaáni tégelyszilánkok közelmúltbeli agyagszövet-elemzései egy sajátos agyagszövet-jelölést hoztak létre, amely látszólag ugyanaz, mint az uluburuni hajóroncsnál, amely típus kizárólag Amarnában kapcsolódik a pistacia szállításához.
Körülbelül 175 kobaltkék, türkiz és levendula üvegtuskót találtak (a legkorábbi ismert ép üvegrudak).
A kobaltkék üvegtömbök kémiai összetétele megegyezik a korabeli egyiptomi mag formájú edények és mükénéi függőgyöngyök kémiai összetételével, ami közös forrásra utal.

### Egyiptomi ékszerek
- 1. korong alakú aranymedál
- 2. arany sólyom medál
- 3. arany istennő medál
- 4. fajansz gyöngy
- 5. hegyikristály gyöngy
- 6. achát gyöngy
- 7. fajansz gyöngy
- 8. strucctojáshéj gyöngy
- 9. ezüst karkötő
- 10. arany törmelék
- 11 aranykehely

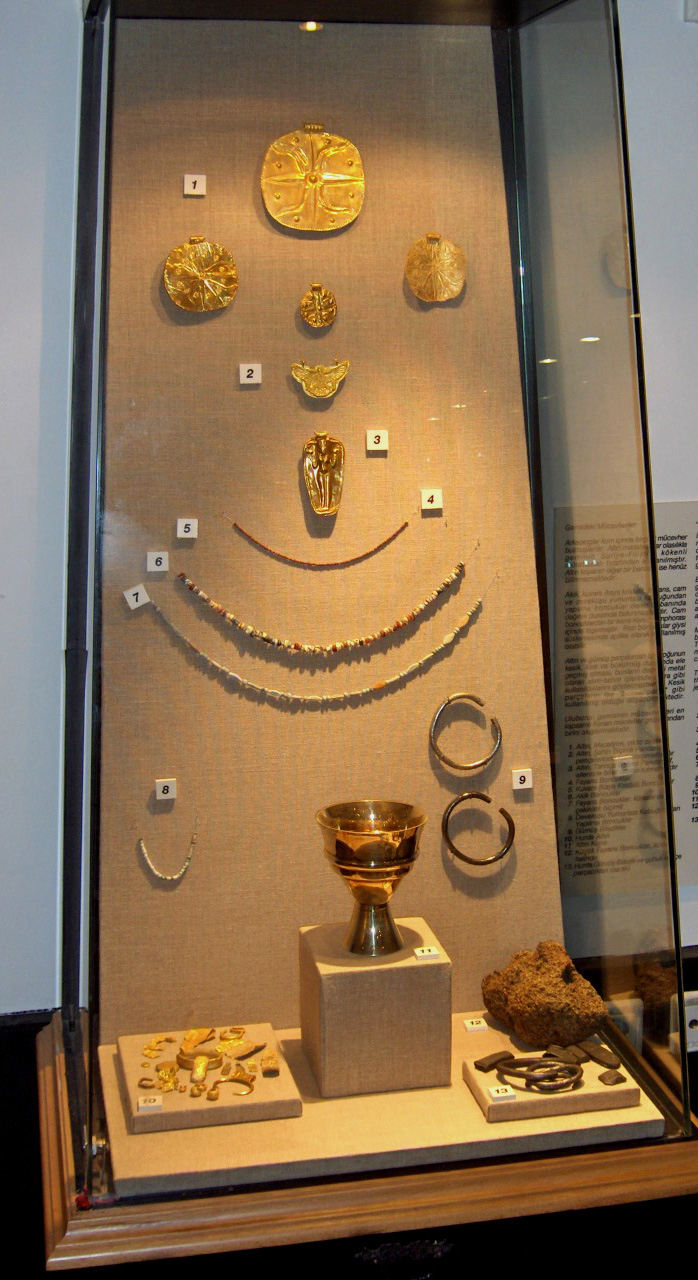
A hajóroncson talált ékszerek a bodrumi erőd múzeumában

- 12. apró fajansz gyöngyök összeszedett tömege
- 13. ezüst törmelék

### Vegyes rakomány
- Afrikából származó feketefa rönkök (az egyiptomiak ébenfaként emlegették).
- Elefántcsont egész és részleges víziló és elefánt agyar formájában.
- Több mint egy tucat vízilófog.
- Teknőspáncélok (felső héjak).
- Murex opercula (a tömjén lehetséges összetevője).
- Strucctojáshéj.
- ciprusi kerámia.
- Ciprusi olajlámpák.
- Bronz- és rézedények (négy fajansz ivópohár formájú kosfej, egy pedig nőfej alakú).
- Két kacsa alakú elefántcsont kozmetikai doboz.
- Elefántcsont kozmetikumok vagy tisztító kanál.

- Trombita.

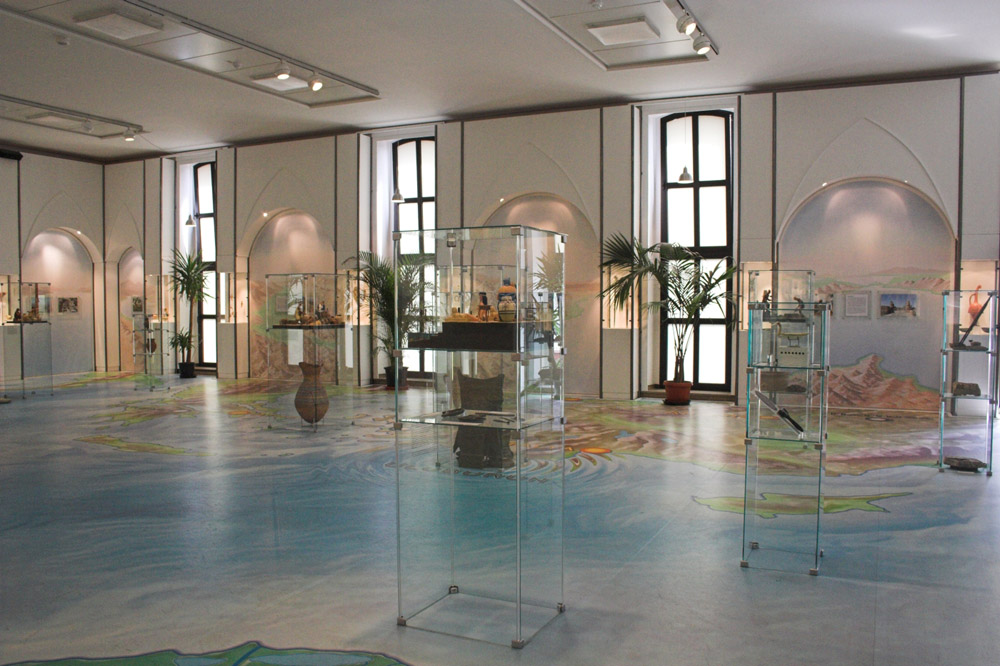
Az uliburunui leletek a múzeumban

- Több mint két tucat tengeri kagylógyűrű.
- Borostyángyöngyök (balti eredetű) .
- Achát.
- Karneol.
- Kvarc.
- Arany.
- Fajansz.
- Üveg.
- Ékszer, arany és ezüst
- Használható és selejt arany és ezüst kánaáni ékszerek gyűjteménye.
- A 37 aranydarab között találhatók medalionok, medálok, gyöngyök és egy sor töredék.
- Bikónikus kehely (a roncs legnagyobb arany tárgya).

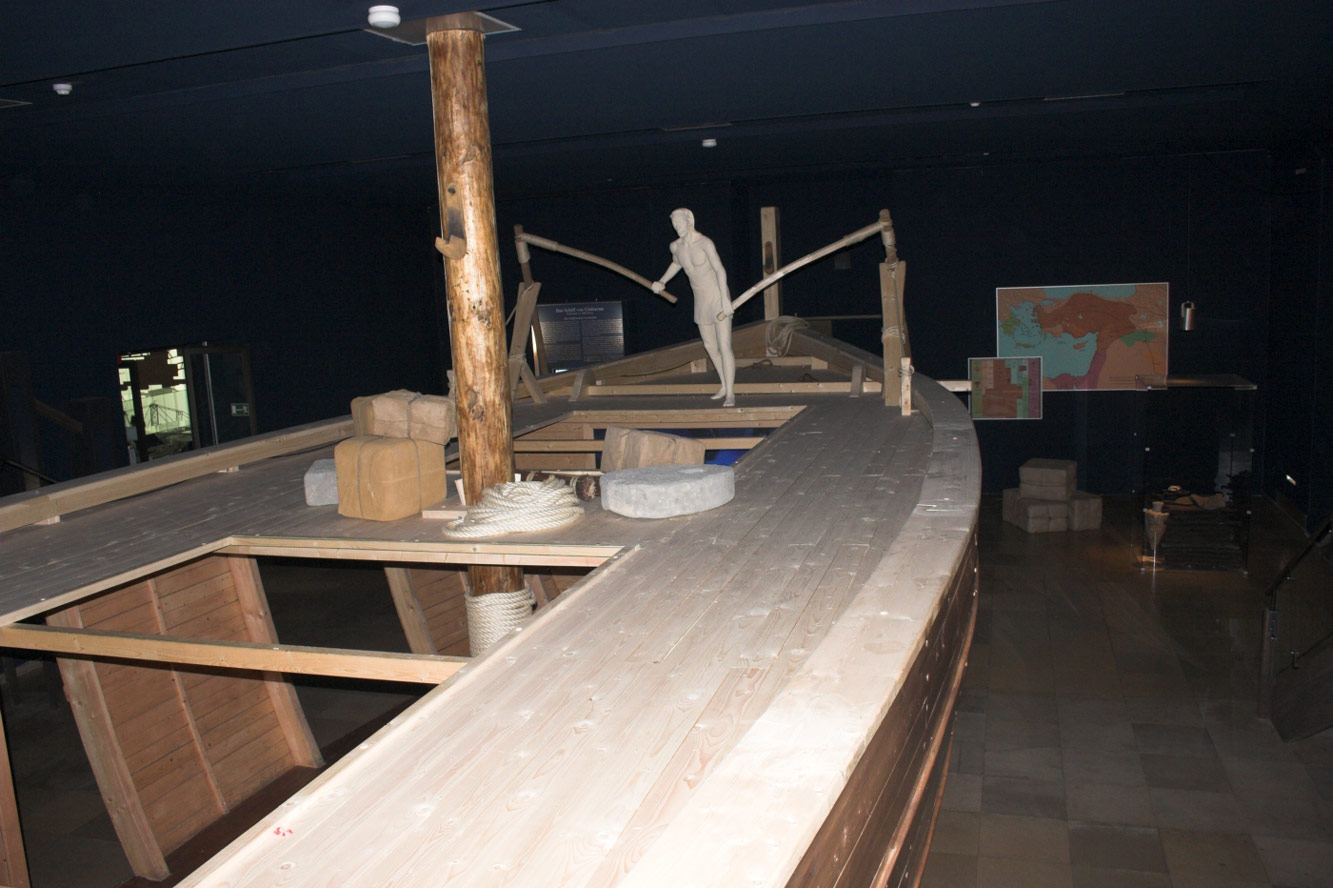
a múzeum kiállításának egy részlete

- Egyiptomi tárgyak aranyból, elektrumból, ezüstből és zsírkőből
- Arany szkarabeusz Nofertiti nevével írva.
- Bronz női figura (fej, nyak, kezek és lábak aranylemezzel borítva).
- Fegyverek és eszközök
- Nyílhegyek
- Lándzsahegyek
- Buzogányok
- Tőrök
- Füles tengely-lyuk fejsze
- Egyetlen közel-keleti típusú páncélmérleg.
- Négy kard (kánaáni, mükénéi és olasz típusú).
- Nagyszámú szerszám: sarlók, fűrész, fogó, vésők, ekevas, fenőkövek.
- Balták, ünnepi fejsze zöld vulkáni kőből, amely Bulgária területéről származik.
- Kisméretű (9,5 x 6,2 cm), összehajtható bukszusfa írótáblát is találtak, részben fennmaradt elefántcsont zsanérokkal. Valószínűleg viaszos írófelületei voltak.

- Pan-balance súlyok

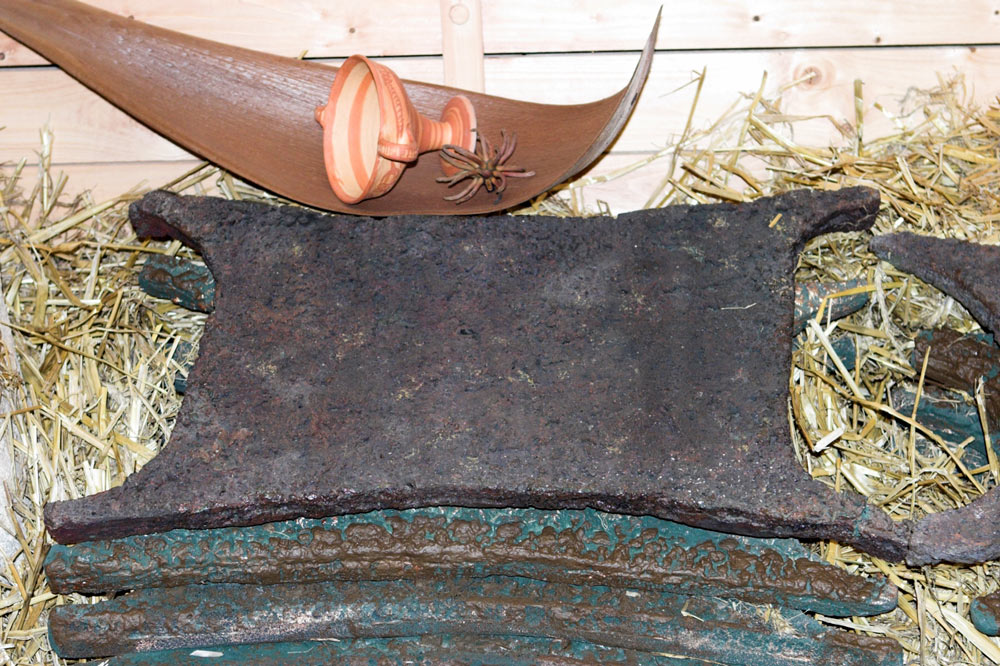
Az uluburuni hajóroncs rakományának részlete

- 19 zoomorf súly (uluburuni súlyegyüttes a korabeli késő bronzkori súlyok egyik legnagyobb és legteljesebb csoportja).
- 120 geometriai alakú súly.

### Ehető magvak
- Mandula
- Fenyőmag
- Olajbogyó
- Szőlő
- Pórsáfrány
- Fekete kömény
- Szömörce
- Koriander
- Gránátalma
- Néhány szem elszenesedett búza és árpa

## Feltárási munkálatok

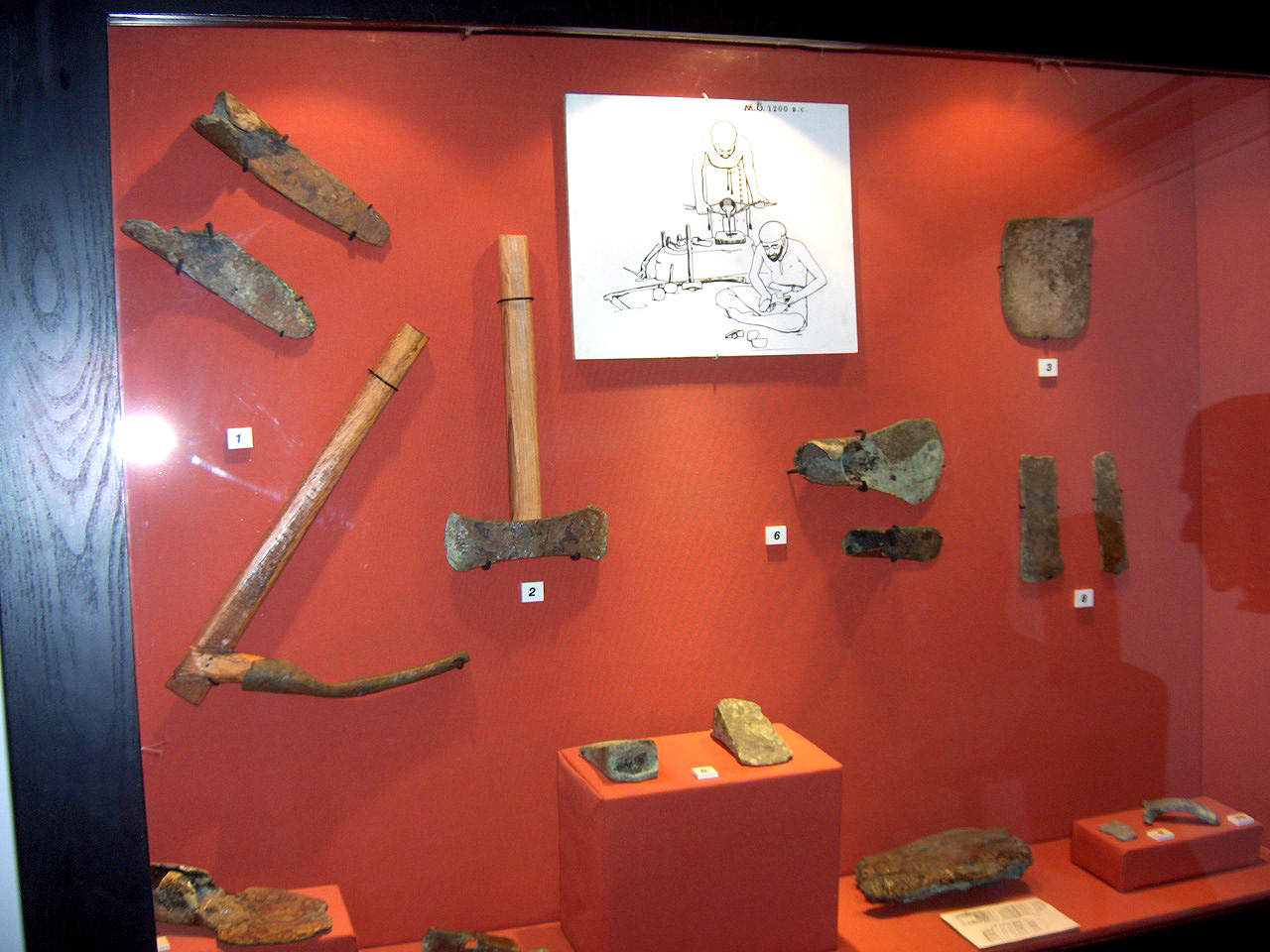
Szerszámok a hajóroncsról

Az ásatást a Tengerészeti Régészeti Intézet (INA) 1984 júliusában kezdte meg,  George F. Bass irányításával, majd a munkálatokat átadták az INA törökországi alelnökének, Cemal Pulaknak, aki 1985 és 1994 között irányította a feltárásokat. 
A roncs 44 és 52 méter közötti mélységben feküdt egy meredek, sziklás lejtőn, homokzsákokkal tarkítottan. Az ásatásban segédkező személyzet fele a hegyfok délkeleti oldalába épített táborban, míg a másik fele az INA akkori kutatóhajója, a Virazon fedélzetén élt. Az ásatási területen víz alatti telefonfülkét és légi lifteket használtak. A lelőhely feltérképezése háromszögeléssel történt. A kotrógépek tájékozódási segédeszközeként mérőszalagokat és fém négyzeteket használtak. Az ásatás 1994. szeptemberi befejezése óta minden erőfeszítés a teljes munkaidős konzerválásra, tanulmányozásra és a törökországi Bodrumi Vízalatti Régészeti Múzeum természetvédelmi laboratóriumában végzett elemzésre irányuló mintavételre összpontosult.

## Fordítás
- Ez a szócikk részben vagy egészben  az   Uluburun shipwreck című angol Wikipédia-szócikk fordításán alapul.  Az eredeti cikk szerkesztőit annak laptörténete sorolja fel. Ez a jelzés csupán a megfogalmazás eredetét és a szerzői jogokat jelzi, nem szolgál a cikkben szereplő információk forrásmegjelöléseként.